# Beniarjó
Beniarjó (en valencien et en castillan) est une commune d'Espagne de la province de Valence dans la Communauté valencienne. Elle est située dans la comarque de la Safor et dans la zone à prédominance linguistique valencienne.

## Géographie

Localisation de Beniarjó
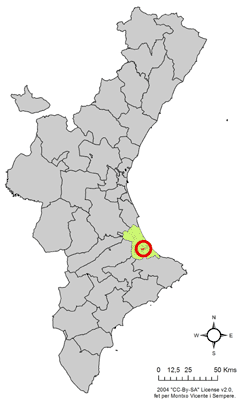
dans la Communauté valencienne.
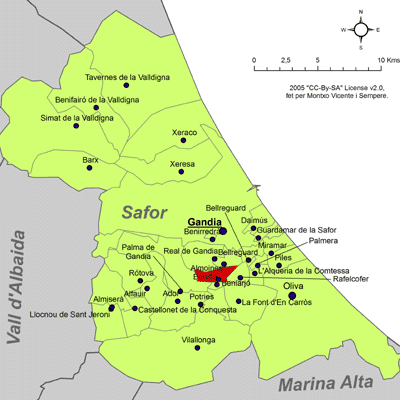
dans la comarque de la Safor.

## Patrimoine
- Route des classiques valenciens